# شوشاما داس
شوشاما داس (بنگالی: সুষমা দাস؛ ۱ مه ۱۹۳۰–۲۶ مارس ۲۰۲۵) خواننده محلی بنگلادشی بود، که در سال ۲۰۱۷ توسط دولت بنگلادش به او جایزه اکوشی پاداک اعطا شد.

## زندگی و حرفه
داس فرزند راشیکلال داس و دیبیامویی داس بود. او در سال ۱۹۴۶ با پرانات داس ازدواج کرد. برادر کوچکترش رامکانی داس نیز نوازنده‌ای بود که برنده جایزه اکوشی پاداک شد. داس در ۲۶ مارس ۲۰۲۵ در سن ۹۴ سالگی درگذشت.